# Филиппов, Александр Иванович
Александр Иванович Филиппов (1924—2010) — полковник Советской Армии, участник Великой Отечественной войны, Герой Советского Союза (1945).

## Биография

Могила Филиппова на Троекуровском кладбище Москвы

Александр Филиппов родился 1 мая 1924 года на хуторе Берёзовка 2-я (ныне — Новоаннинский район Волгоградской области). Окончил десять классов школы. В январе 1942 года Филиппов был призван на службу в Рабоче-крестьянскую Красную Армию. С октября того же года — на фронтах Великой Отечественной войны. Участвовал в Сталинградской битве. В одном из боёв был ранен. В 1944 году окончил курсы младших лейтенантов.
К февралю 1945 года младший лейтенант Александр Филиппов был комсоргом батальона 550-го стрелкового полка 126-й стрелковой дивизии 43-й армии 3-го Белорусского фронта. Отличился во время боёв в Восточной Пруссии. 3-5 февраля 1945 года Филиппов во главе штурмовой группы забросал гранатами дом, в котором засели крупные силы противника, и захватил его. Во время штурма второго здания Филиппов лично уничтожил 3 пулемёта, 16 вражеских солдат и офицеров, ещё 8 — взял в плен. 21 февраля 1945 года, когда погиб командир подразделения, Филиппов заменил его собой и успешно руководил действиями. В том бою он получил тяжёлое ранение в голову.
Указом Президиума Верховного Совета СССР от 29 июня 1945 года за «образцовое выполнение заданий командования и проявленные мужество и героизм в боях с немецкими захватчиками» младший лейтенант Александр Филиппов был удостоен высокого звания Героя Советского Союза с вручением ордена Ленина и медали «Золотая Звезда» за номером 7562.
После окончания войны Филиппов продолжил службу в Советской Армии. В 1951 году он окончил Военно-юридическую академию. Служил в Военной коллегии Верховного Суда СССР, в ряде военных трибуналов. Участвовал во вводе советских войск в Чехословакию в 1968 году. В декабре 1987 года в звании полковника юстиции Филиппов был уволен в запас. Проживал в Москве. Скончался 30 апреля 2010 года, похоронен на Троекуровском кладбище Москвы.
Заслуженный юрист РСФСР. Был также награждён орденами Отечественной войны 1-й степени, Красной Звезды, «За службу Родине в Вооружённых Силах СССР» 3-й степени, «Знак Почёта», рядом медалей.